# Čabra
Çabër en albanais et Čabra en serbe latin (en serbe cyrillique : Чабра) est une localité du Kosovo située dans la commune/municipalité de Zubin Potok/Zubin Potok, district de Mitrovicë/Kosovska Mitrovica. Selon des estimations de 2009 comptabilisées pour le recensement kosovar de 2011, elle compte 995 habitants, tous albanais.

## Démographie

### Évolution historique de la population dans la localité
| 1948 | 1953 | 1961 | 1971 | 1981 | 1991  | 2009 |
| ---- | ---- | ---- | ---- | ---- | ----- | ---- |
| 450  | 520  | 536  | 650  | 775  | 1 187 | 995  |

|  |